# فال أيلزبري
فال أيلزبري (بالإنجليزية: Vale of Aylesbury)‏ هي مساحة كبيرة خضراء ومنطقة غير حضرية، تقع في النصف الشمالي من مقاطعة باكينجهامشير بإنجلترا. تتميز بحدودها مع ميلتون كينز من الشمال، وليتون بوزارد وتلال تشيلترن إلى الشرق والجنوب، وثام من الجنوب وبیسستر وبراکلي من الغرب.